# L'Amour et les Forêts
L'Amour et les Forêts is een Franse film uit 2023, geregisseerd en mede geschreven door Valérie Donzelli en gebaseerd op het gelijknamig boek uit 2014 van de Franse auteur Éric Reinhardt.

## Verhaal
Wanneer Blanche en Grégoire elkaar ontmoeten, verandert liefde op het eerste gezicht al snel in passie. Ze verhuist met hem mee, ver weg van haar vrienden en familie, inclusief haar tweelingzus. Maar al snel komt de jonge vrouw onder invloed te staan van een bezitterige en gevaarlijke man.

## Rolverdeling
| Acteur            | Personage                  |
| ----------------- | -------------------------- |
| Virginie Efira    | Blanche/Rose Renard        |
| Melvil Poupaud    | Grégoire Lamoureux         |
| Dominique Reymond | advocaat                   |
| Romane Bohringer  | Delphine                   |
| Virginie Ledoyen  | Candice                    |
| Marie Rivière     | moeder van Blanche en Rose |

## Productie
De filmopnames begonnen op 5 april 2022 in Parijs en omgeving. Op 18 mei 2022 werd er gefilmd in Calvados, in Honfleur, aan de Quai Saint-Étienne in het oude bekken en de wijk Sainte-Catherine. Het filmen vond ook plaats op het brede pad langs de zee in Sainte-Adresse, de westelijke buitenwijk van Le Havre (Seine-Maritime), evenals in de regio Caen. De opnames eindigden op 3 juni 2022.

## Release
L'Amour et les Forêts ging op 24 mei 2023 in première op het Filmfestival van Cannes buiten competitie.

## Prijzen en nominaties
De belangrijkste:
| Jaar | Prijs  | Categorie            | Genomineerde(n)                  | Uitslag     |
| ---- | ------ | -------------------- | -------------------------------- | ----------- |
| 2024 | Césars | Beste acteur         | Melvil Poupaud                   | Genomineerd |
| 2024 | Césars | Beste actrice        | Virginie Efira                   | Genomineerd |
| 2024 | Césars | Beste bewerkt script | Valérie Donzelli en Audrey Diwan | Gewonnen    |
| 2024 | Césars | Beste filmmuziek     | Gabriel Yared                    | Genomineerd |